# Clasificación de OFC para la Copa Mundial de Fútbol de 1986
En el torneo clasificatorio de la OFC para Copa Mundial de Fútbol de México 1986, se incluyó a Israel y China Taipéi. El primero del grupo jugaría la repesca con el último mejor segundo de las eliminatorias de Europa. Ésta fue la primera eliminatoria al mundial en Oceanía luego de que en las ediciones anteriores los equipos del continente participaran en la eliminatoria asiática.

## Equipos participantes de las eliminatorias
| Australia    | Israel        |
| China Taipéi | Nueva Zelanda |

## Cuadrangular
| Pos. | Equipo            | Pts. | PJ | G | E | P | GF | GC | Dif. | Clasificación               |     | AUS | ISR | NZL | TPE |
| ---- | ----------------- | ---- | -- | - | - | - | -- | -- | ---- | --------------------------- | --- | --- | --- | --- | --- |
| 1    | Australia (A)     | 10   | 6  | 4 | 2 | 0 | 20 | 2  | +18  | Avanza al UEFA–OFC play-off |     | —   | 1–1 | 2–0 | 8–0 |
| 2    | Israel (E)        | 7    | 6  | 3 | 1 | 2 | 17 | 6  | +11  |                             |     | 1–2 | —   | 3–0 | 5–0 |
| 3    | Nueva Zelanda (E) | 7    | 6  | 3 | 1 | 2 | 13 | 7  | +6   |                             | 0–0 | 3–1 | —   | 5–0 |     |
| 4    | China Taipéi (E)  | 0    | 6  | 0 | 0 | 6 | 1  | 36 | −35  |                             | 0–7 | 0–6 | 1–5 | —   |     |

 Fuente: 
| 3 de septiembre de 1985 | China Taipéi | 0:6 (0:3) | Israel                                            | Ramat Gan Stadium, Tel Aviv, Israel                        |                                                            |
|                         |              |           | 28' 35' 74' Turk · 39' Armeli · 53' 90' Malmilian | Asistencia: 30,000 espectadores Árbitro(s): Mircea Salomir | Asistencia: 30,000 espectadores Árbitro(s): Mircea Salomir |

| 8 de septiembre de 1985 | Israel                                    | 5:0 (2:0) | China Taipéi | Ramat Gan Stadium, Tel Aviv, Israel                   |                                                       |
|                         | Cohen 7' · Armeli 18' · Ohana 56' 72' 79' |           |              | Asistencia: 10,000 espectadores Árbitro(s): Ioan Igna | Asistencia: 10,000 espectadores Árbitro(s): Ioan Igna |

| 21 de septiembre de 1985 | Nueva Zelanda | 0:0 (0:0) | Australia | Mount Smart Stadium, Auckland, Nueva Zelanda              |  |
|                          |               |           |           | Asistencia: 14,286 espectadores Árbitro(s): Keith Hackett |  |

| 5 de octubre de 1985 | China Taipéi | 1:5 (1:3) | Nueva Zelanda                              | Mount Smart Stadium, Auckland, Nueva Zelanda |                             |
|                      | Sing-an 41'  |           | 13' Edge · 25' Walker · 31' 51' 89' Sumner | Árbitro(s): Chris Bambridge                  | Árbitro(s): Chris Bambridge |

| 8 de octubre de 1985 | Israel     | 1:2 (0:0) | Australia                  | Ramat Gan Stadium, Tel Aviv, Israel                       |                                                           |
|                      | Armeli 65' |           | 46' Mitchell · 50' Kosmina | Asistencia: 45,000 espectadores Árbitro(s): Luigi Agnolin | Asistencia: 45,000 espectadores Árbitro(s): Luigi Agnolin |

| 12 de octubre de 1985 | Nueva Zelanda                                      | 5:0 (2:0) | China Taipéi | Queen Elizabeth II Park, Christchurch, Nueva Zelanda |                          |
|                       | Boath 19' · Turner 32' 76' · Walker 57' 65' (pen.) |           |              | Árbitro(s): Don Campbell                             | Árbitro(s): Don Campbell |

| 20 de octubre de 1985 | Australia     | 1:1 (1:0) | Israel    | Olympic Park, Melbourne, Australia                               |                                                                  |
|                       | Ratcliffe 32' |           | 47' Cohen | Asistencia: 27,000 espectadores Árbitro(s): José Rosa dos Santos | Asistencia: 27,000 espectadores Árbitro(s): José Rosa dos Santos |

| 23 de octubre de 1985 | China Taipéi | 0:7 (0:2) | Australia                                                                   | Estadio Hindmarsh, Adelaide, Australia                  |                                                         |
|                       |              |           | Dunn 2', 89' (pen.) · Chiang 13' (a.g.) · Mitchell 57' 59' 87' · Arnold 68' | Asistencia: 2,000 espectadores Árbitro(s): John Cameron | Asistencia: 2,000 espectadores Árbitro(s): John Cameron |

| 26 de octubre de 1985 | Nueva Zelanda                       | 3:1 (2:1) | Israel     | Mount Smart Stadium, Auckland, Nueva Zelanda              |                                                           |
|                       | Rufer 3' · Dunford 30' · Walker 67' |           | 23' Armeli | Asistencia: 10,600 espectadores Árbitro(s): Egbert Mulder | Asistencia: 10,600 espectadores Árbitro(s): Egbert Mulder |

| 27 de octubre de 1985 | Australia                                                               | 8:0 (1:0) | China Taipéi | St George Stadium, Sídney, Australia                  |                                                       |
|                       | Odžakov 41' 56' 69' · Crino 52' · Kosmina 65' (pen.) 72' 88' · Gray 89' |           |              | Asistencia: 2,694 espectadores Árbitro(s): Bill Munro | Asistencia: 2,694 espectadores Árbitro(s): Bill Munro |

| 3 de noviembre de 1985 | Australia                  | 2:0 (1:0) | Nueva Zelanda | Sydney Sports Ground, Sídney, Australia                   |                                                           |
|                        | Kosmina 12' · Mitchell 48' |           |               | Asistencia: 21,910 espectadores Árbitro(s): Gerard Guerds | Asistencia: 21,910 espectadores Árbitro(s): Gerard Guerds |

| 10 de noviembre de 1985 | Israel                                | 3:0 (0:0) | Nueva Zelanda | Ramat Gan Stadium, Tel Aviv, Israel                     |                                                         |
|                         | Cohen 67' · Selecter 75' · Armeli 85' |           |               | Asistencia: 4,500 espectadores Árbitro(s): Dieter Pauly | Asistencia: 4,500 espectadores Árbitro(s): Dieter Pauly |

- China Taipéi jugó sus partidos de local en la sede de su rival.

## Repesca Intercontinental
| Equipo 1 | Agr. | Equipo 2  | Ida | Vuelta |
| -------- | ---- | --------- | --- | ------ |
| Escocia  | 2–0  | Australia | 2–0 | 0–0    |

| 20 de noviembre de 1985 | Escocia                    | 2:0 (0:0) | Australia | Hampden Park, Glasgow, Escocia                       |                                                      |
|                         | Cooper 53' · McAvennie 59' |           |           | Asistencia: 61.940 espectadores Árbitro(s): Christov | Asistencia: 61.940 espectadores Árbitro(s): Christov |

| 4 de diciembre de 1985 | Australia | 0:0 (0:0) (Global 0:2) | Escocia | Estadio Parque Olímpico, Melbourne, Australia      |  |
|                        |           |                        |         | Asistencia: 32.000 espectadores Árbitro(s): Wright |  |